# Tell Me Lies (série de televisão)
Tell Me Lies (Me Conte Mentiras no Brasil e Mente-me em Portugal) é uma série de televisão via streaming de drama americana criada por Meaghan Oppenheimer, baseada no romance de 2018 de mesmo nome de Carola Lovering. A série foi lançada no Hulu em 7 de setembro de 2022.
Em 29 de novembro de 2022, a série foi renovada para a segunda temporada, que estreou em 4 de setembro de 2024.. Em dezembro de 2024, a série foi renovada para uma terceira temporada.

## Elenco

### Principal
- Grace Van Patten como Lucy Albright
- Jackson White como Stephen DeMarco
- Catherine Missal como Bree
- Spencer House como Wrigley
- Sonia Mena como Pippa
- Branden Cook como Evan
- Benjamin Wadsworth como Drew
- Alicia Crowder como Diana

### Recorrente
- Edmund Donovan como Max
- Natalee Linez como Lydia Montgomery
- Gabriella Pession como Marianne

## Episódios
| N.º | Título                           | Dirigido por    | Escrito por         | Lançamento             | Cód. de produção |
| --- | -------------------------------- | --------------- | ------------------- | ---------------------- | ---------------- |
| 1   | "Lightning Strikes"              | Jonathan Levine | Meaghan Oppenheimer | 7 de setembro de 2022  | 1HMK01           |
| 2   | "Hot-Blooded"                    | Erin Feeley     | Samir Mehta         | 7 de setembro de 2022  | 1HMK02           |
| 3   | "We Don't Touch, We Collide"     | Erin Feeley     | Mona Mira           | 7 de setembro de 2022  | 1HMK03           |

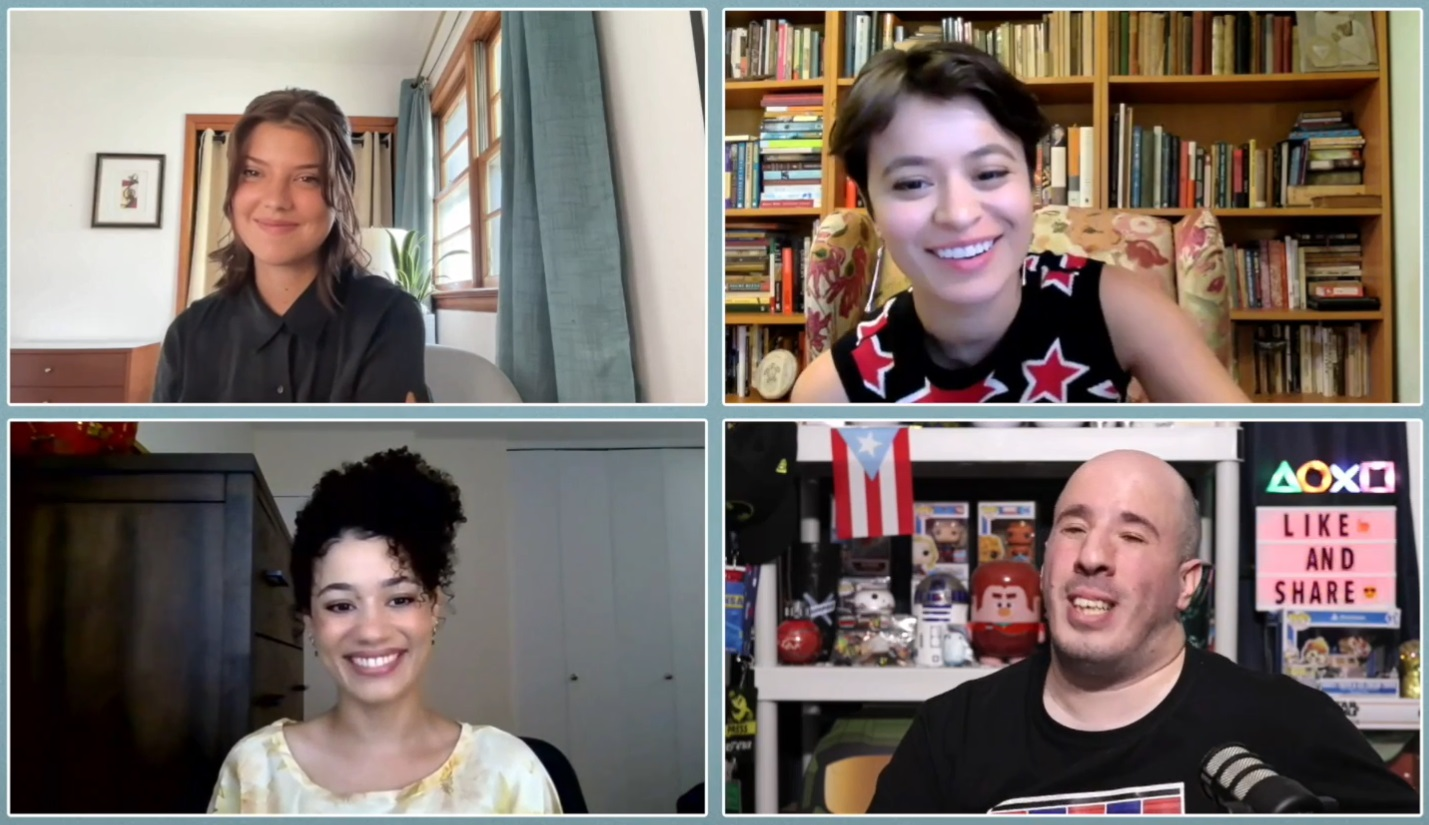
Alicia Crowder (canto inferior esquerdo), Catherine Missal (canto superior esquerdo), Sonia Mena (canto superior direito), entrevistada 2022

| 4   | "Take Off Your Pants and Jacket" | Sam Boyd        | Sinead Daly         | 14 de setembro de 2022 | 1HMK04           |
| 5   | ASA                              | ASA             | Chisa Hutchinson    | 21 de setembro de 2022 | ASA              |
| 6   | ASA                              | ASA             | Meaghan Oppenheimer | 28 de setembro de 2022 | ASA              |
| 7   | ASA                              | ASA             | Bill Kennedy        | 5 de outubro de 2022   | ASA              |
| 8   | ASA                              | ASA             | Samir Mehta         | 12 de outubro de 2022  | ASA              |
| 9   | ASA                              | ASA             | Sinead Daly         | 19 de outubro de 2022  | ASA              |
| 10  | ASA                              | ASA             | Meaghan Oppenheimer | 26 de outubro de 2022  | ASA              |

## Produção

### Desenvolvimento
Em 1 de setembro de 2020, foi anunciado que Emma Roberts assinou um contrato de primeira vista no Hulu por meio de sua produtora, a Belletrist TV, e seu primeiro projeto é adaptar Tell Me Lies de Carola Lovering para a televisão. Em 3 de agosto de 2021, foi relatado que o Hulu havia dado à produção um pedido direto para a série. A série foi criada por Meaghan Oppenheimer que também deve ser produtora executiva ao lado de Roberts, Karah Preiss, Laura Lewis e Shannon Gibson. As empresas de produção envolvidas com a série são Belletrist Productions, Rebelle Media e Vice Studios. Em 14 de abril de 2022, Jonathan Levine se juntou à série para dirigir o piloto e produzir a série.

### Seleção de elenco
Juntamente com o anúncio inicial da série, foi relatado que Grace Van Patten foi escalada para o papel principal. Em 19 de novembro de 2021, foi anunciado que Jackson White se juntou ao elenco principal. Em 9 de dezembro de 2021, foi relatado que Sonia Mena, Catherine Missal e Alicia Crowder foram escaladas como regulares da série. Em 4 de fevereiro de 2022, foi anunciado que Branden Cook, Spencer House e Benjamin Wadsworth se juntaram ao elenco em papéis principais. Em 14 de abril de 2022, Gabriella Pession, Edmund Donovan e Natalee Linez se juntaram à série em capacidades recorrentes.

## Lançamento
Tell Me Lies foi lançada em 7 de setembro de 2022 nos Estados Unidos através do Hulu e em países selecionados no Disney+ via hub de conteúdo Star, com outras regiões recebendo a série futuramente. Na América Latina, a série será lançada exclusivamente no Star+ em 28 de setembro de 2022.

## Recepção
O site agregador de críticas Rotten Tomatoes relatou um índice de aprovação de 83% com uma classificação média de 5.7/10, com base em 6 críticas. O Metacritic, que usa uma média ponderada, atribuiu uma pontuação de 65 em 100 com base em 8 críticas, indicando "críticas geralmente favoráveis".